# Golden River City Jazz Festival
Het Golden River City Jazz Festival was een jaarlijks jazzfestival in de binnenstad van Kortrijk. Het evenement, dat reeds bestaat sinds 1960, viel telkens samen met de 'septemberbraderie' doorheen de binnenstad en focuste op nationaal en internationaal jazztalent. In 1970 werd naar aanleiding van het festival ook de Golden River City Jazz Band opgericht. Het festival betekende voor dit orkest, dat inmiddels al meer dan 30 maal een belangrijke rol gespeeld heeft op het jaarlijkse evenement, een belangrijke kans om samen te werken met internationale muzikanten. Een grote doorbraak vond plaats in 1973 toen de band de gelegenheid had om samen te werken met de Britse zangeres Beryl Bryden. 
De laatste jaren zorgde het jazzfestival voor de muzikale omlijsting tijdens de 'septemberbraderie', een shoppingevenement in het eerste weekend van september. In 2016 vond de laatste editie van het festival plaats. Vanaf dan kwam het muzikaal gedeelte in de handen van de septemberbraderie zelf, en werd het muziekgenre opengetrokken tot niet enkel jazz.